# Lupinus nootkatensis
Lupinus nootkatensis là một loài thực vật có hoa trong họ Đậu. Loài này được Sims miêu tả khoa học đầu tiên.

## Hình ảnh

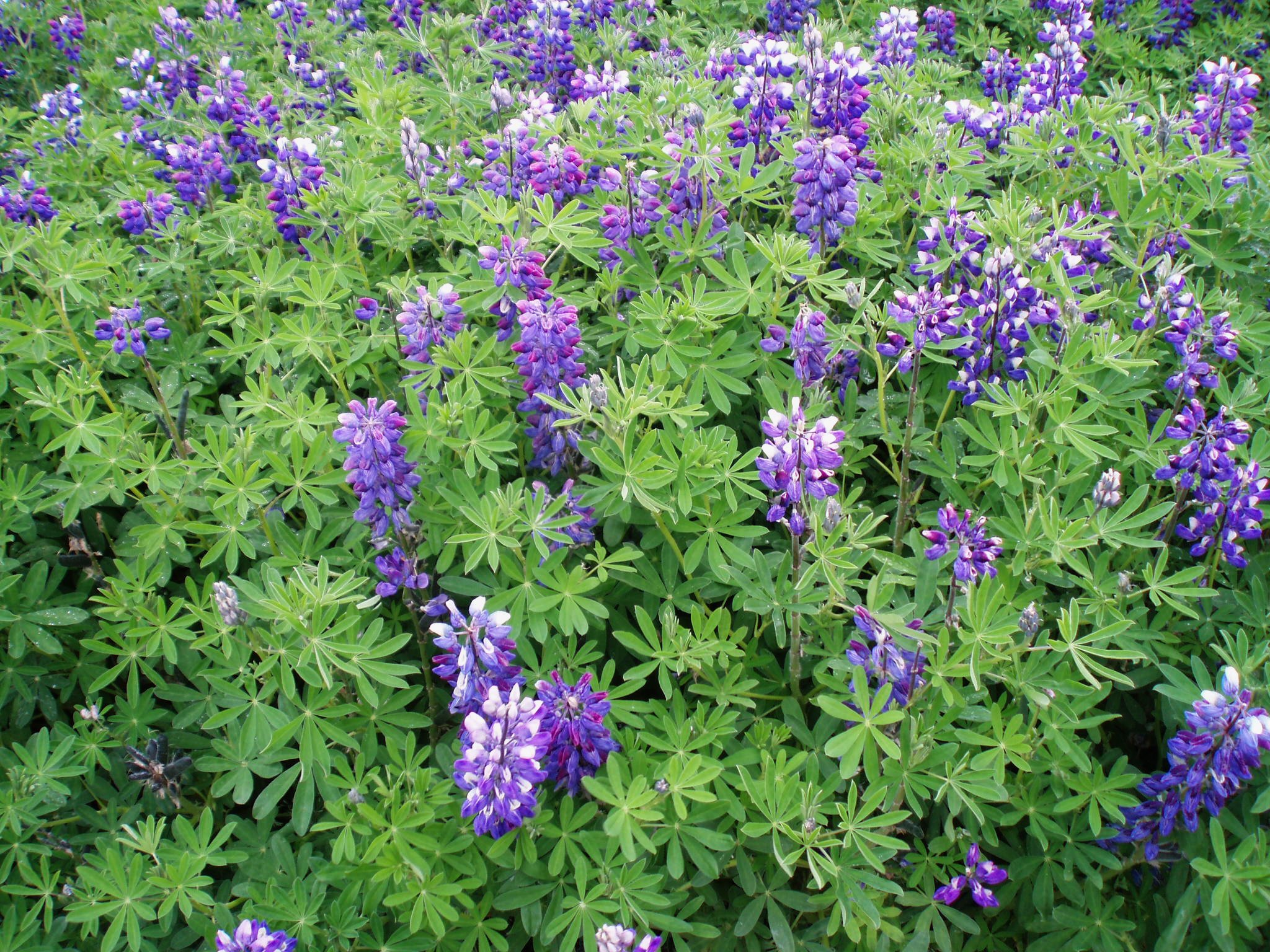
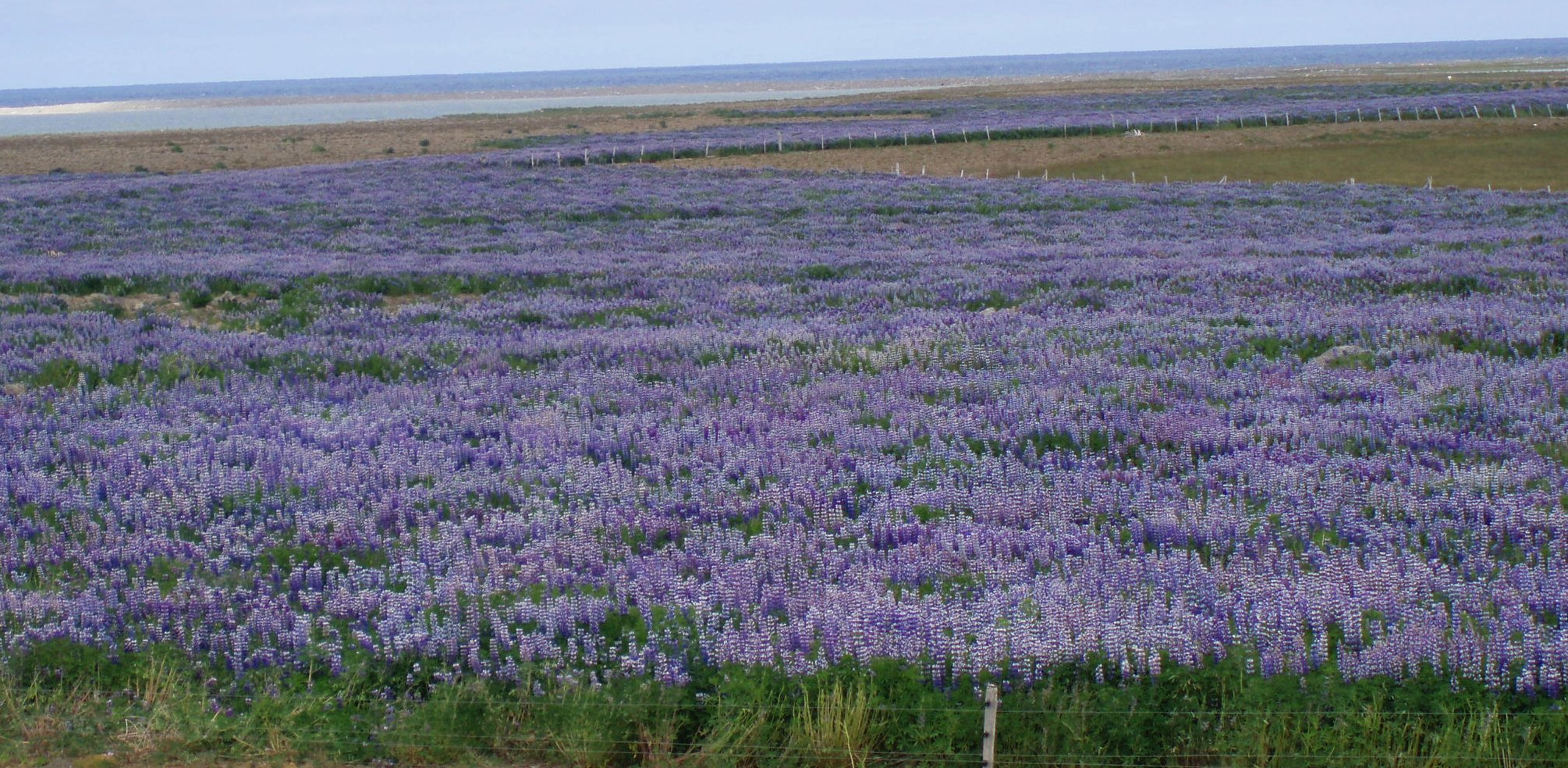
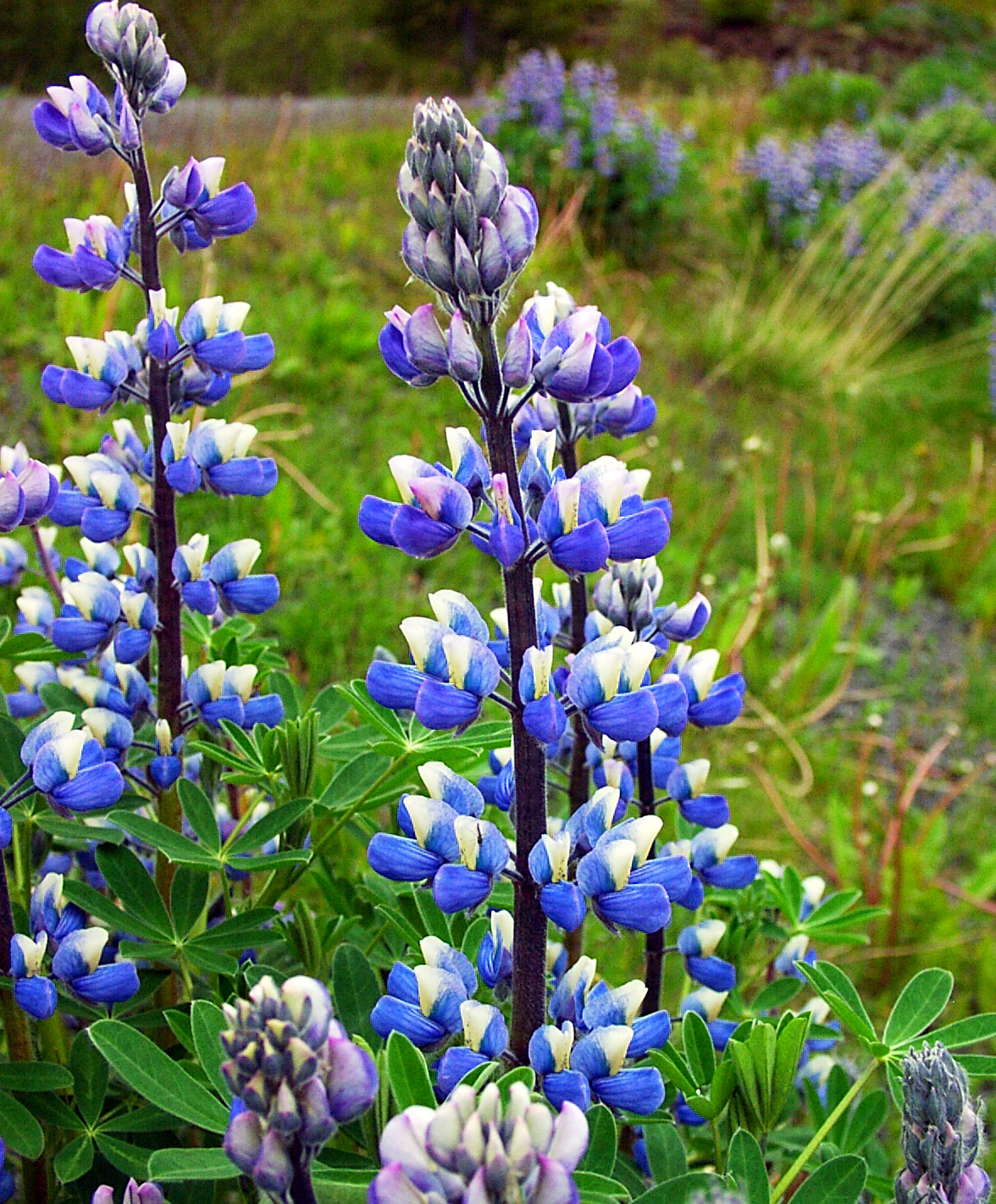
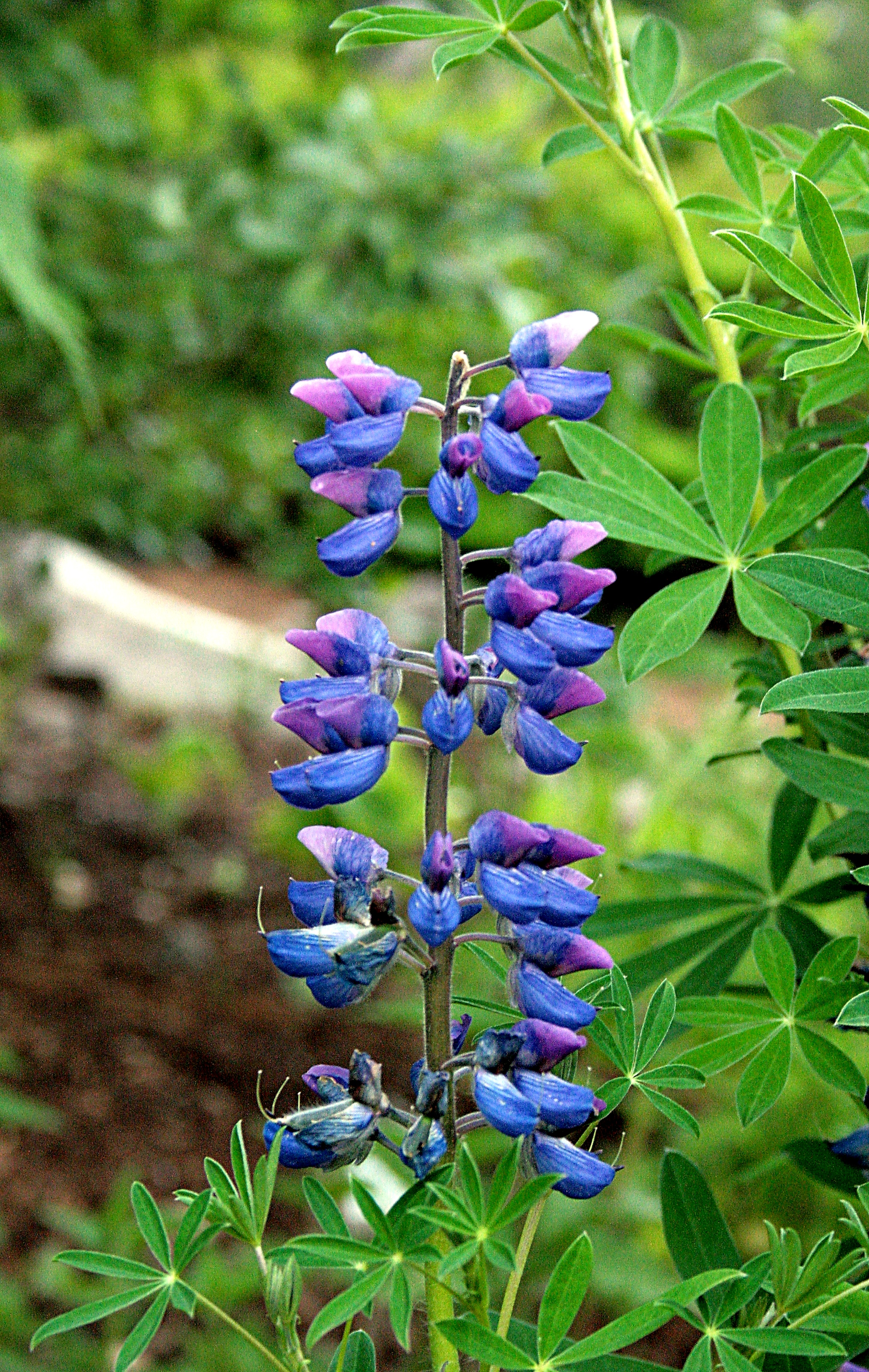